# Olympische Jugend-Winterspiele 2024/Teilnehmer (Deutschland)
| Gelbes Symbol für Goldmedaillen mit stilisierten Olympischen Ringen | Graues Symbol für Silbermedaillen mit stilisierten Olympischen Ringen | Braundes Symbol für Bronzemedaillen mit stilisierten Olympischen Ringen |
| ------------------------------------------------------------------- | --------------------------------------------------------------------- | ----------------------------------------------------------------------- |
| 9                                                                   | 5                                                                     | 6                                                                       |

Deutschland nahm an den Olympischen Jugend-Winterspielen 2024 in der südkoreanischen Provinz Gangwon mit 90 Athleten teil.

## Medaillen

### Medaillenspiegel
| Rang   | Sportart              | Gold | Silber | Bronze | Gesamt |
| ------ | --------------------- | ---- | ------ | ------ | ------ |
| 1      | Eisschnelllauf        | 3    | —      | —      | 3      |
| 2      | Skilanglauf           | 2    | 2      | —      | 4      |
| 3      | Ski Alpin             | 1    | 1      | 1      | 3      |
| 4      | Freestyle-Skiing      | 1    | —      | 2      | 3      |
| 5      | Rennrodeln            | 1    | —      | 1      | 2      |
| 6      | Skeleton              | 1    | —      | —      | 1      |
| 7      | Biathlon              | —    | 2      | —      | 2      |
| 8      | Eishockey             | —    | —      | 1      | 1      |
| 8      | Nordische Kombination | —    | —      | 1      | 1      |
| Gesamt | Gesamt                | 9    | 5      | 6      | 20     |

### Medaillengewinner
| Name/n | Sportart              | Wettkampf                            |
| --- | --------------------- | ------------------------------------ |
| Gold |                       |                                      |
| Antonia Pietschmann | Rennrodeln            | Einsitzer                            |
| Benno Brandis | Ski Alpin             | Super-G                              |
| Maria Votz | Skeleton              | Frauen                               |
| Finn Sonnekalb | Eisschnelllauf        | 500 m                                |
| Finn Sonnekalb | Eisschnelllauf        | 1500 m                               |
| Finn Sonnekalb | Eisschnelllauf        | Massenstart                          |
| Niklas Höller | Freestyle-Skiing      | Skicross                             |
| Jakob Moch | Skilanglauf           | 7,5 km Klassisch                     |
| Sarah Hofmann Jonas Müller Lena Einsiedler Jakob Moch | Skilanglauf           | Mixed Staffel                        |
| Silber |                       |                                      |
| Marie Keudel | Biathlon              | 10 km Einzel                         |
| Marie Keudel Korbinian Kübler | Biathlon              | Single-Mixed-Staffel (6 km + 7,5 km) |
| Charlotte Grandinger | Ski Alpin             | Slalom                               |
| Jakob Moch | Skilanglauf           | Sprint Freier Stil                   |
| Jonas Müller | Skilanglauf           | 7,5 km Klassisch                     |
| Bronze |                       |                                      |
| Louis Grünbeck Maximilian Kührt | Rennrodeln            | Doppelsitzer                         |
| Romy Ertl | Ski Alpin             | Alpine Kombination                   |
| Muriel Mohr | Freestyle-Skiing      | Slopestyle                           |
| Muriel Mohr | Freestyle-Skiing      | Big Air                              |
| Jonathan Gräbert | Nordische Kombination | Gundersen Normalschanze / 6 km       |
| Lina Alberts Tara Bach Emilija Birka Sarah Bouceka Hanna Bugl Victoria Gmeiner Mathilda Heine Milana Lutz Sandra Mayr Caylee Nagle Friederike Pfalz Charleen Poindl Madalena Seidel Anabel Seyrer Lena Spagert Hanna Weichenhain Zoe Wintgen Theresa Zielinski | Eishockey             | Mannschaft                           |

## Teilnehmer nach Sportart

### Biathlon
| Athleten                                                | Wettbewerbe                           | Zeit          | Fehler         | Rang   |
| ------------------------------------------------------- | ------------------------------------- | ------------- | -------------- | ------ |
| Frauen                                                  |                                       |               |                |        |
| Hanna Beck                                              | 6 km Sprint                           | 21:41,5 min   | 2 (1+1)        | 14     |
| Hanna Beck                                              | 10 km Einzel                          | 41:27,4 min   | 5 (1+2+0+2)    | 21     |
| Leni Dietersberger                                      | 6 km Sprint                           | 24:22,1 min   | 6 (3+3)        | 49     |
| Leni Dietersberger                                      | 10 km Einzel                          | 40:45,0 min   | 3 (1+0+0+2)    | 15     |
| Jana Duffner                                            | 6 km Sprint                           | 23:48,6 min   | 6 (3+3)        | 38     |
| Jana Duffner                                            | 10 km Einzel                          | 44:24,4 min   | 8 (0+3+1+4)    | 48     |
| Marie Keudel                                            | 6 km Sprint                           | 21:30,5 min   | 3 (2+1)        | 11     |
| Marie Keudel                                            | 10 km Einzel                          | 38:13,1 min   | 2 (0+0+1+1)    | Silber |
| Männer                                                  |                                       |               |                |        |
| Björn Hederich                                          | 7,5 km Sprint                         | 22:40,9 min   | 2 (1+1)        | 10     |
| Björn Hederich                                          | 12,5 km Einzel                        | 43:56,1 min   | 3 (0+1+0+2)    | 07     |
| Korbinian Kübler                                        | 7,5 km Sprint                         | 25:16,7 min   | 6 (4+2)        | 65     |
| Korbinian Kübler                                        | 12,5 km Einzel                        | 44:13,5 min   | 5 (0+0+3+2)    | 09     |
| Lukas Tannheimer                                        | 7,5 km Sprint                         | 23:20,0 min   | 4 (2+2)        | 19     |
| Lukas Tannheimer                                        | 12,5 km Einzel                        | 48:25,4 min   | 8 (1+1+4+2)    | 43     |
| Finn Zurnieden                                          | 7,5 km Sprint                         | 23:57,1 min   | 4 (2+2)        | 31     |
| Finn Zurnieden                                          | 12,5 km Einzel                        | 44:39,8 min   | 4 (1+2+0+1)    | 13     |
| Mixed                                                   |                                       |               |                |        |
| Marie Keudel Korbinian Kübler                           | Single-Mixed-Staffel (6 km + 7,5 km)  | 44:58,2 min   | 0+6 (0+0 0+6)  | Silber |
| Marie Keudel Hanna Beck Lukas Tannheimer Björn Hederich | Mixed-Staffel (2 × 6 km + 2 × 7,5 km) | 1:20:10,4 min | 3+14 (2+7 1+7) | 5      |

### Bob
| Athleten         | Lauf 1  | Lauf 1 | Lauf 2  | Lauf 2 | Gesamt      | Gesamt |
| Athleten         | Zeit    | Rang   | Zeit    | Rang   | Zeit        | Rang   |
| ---------------- | ------- | ------ | ------- | ------ | ----------- | ------ |
| Männer           |         |        |         |        |             |        |
| Julian Klein     | 55,18 s | 06     | 55,38 s | 04     | 1:50,56 min | 04     |
| Tillmann Hekcing | 55,11 s | 04     | 56,05 s | 10     | 1:51,16 min | 08     |
| Ben Mielke       | 56,05 s | 14     | 55,95 s | 08     | 1:52,00 min | 11     |

### Curling
| Wettbewerb             | Mixed Team                                                                                     | Mixed Doppel                                                       |
| ---------------------- | ---------------------------------------------------------------------------------------------- | ------------------------------------------------------------------ |
| Athleten               | Lukas Jäger Emma Waltenberger David Fuß Annelie Abdel Halim                                    | Joy Sutor Leonhard Angrick                                         |
| Vorrunde               | Schweiz 2:11 Großbritannien 7:4 Italien 5:7 Brasilien 4:6 Kanada 2:5 Dänemark 7:6 Südkorea 4:6 | Österreich 9:5 Schweiz 9:6 Kasachstan 8,4 Italien 8:2 Dänemark 4:9 |
| Viertelfinale          | ausgeschieden                                                                                  | Großbritannien 5:7                                                 |
| Halbfinale             | ausgeschieden                                                                                  | ausgeschieden                                                      |
| Finale/Spiel um Bronze | ausgeschieden                                                                                  | ausgeschieden                                                      |
| Rang                   | 15                                                                                             | 6                                                                  |

### Eishockey
| Wettbewerb      | Frauen Mannschaft |
| --------------- | --- |
| Athleten        | Lina Alberts Tara Bach Emilija Birka Sarah Bouceka Hanna Bugl Victoria Gmeiner Mathilda Heine Milana Lutz Sandra Mayr Caylee Nagle Friederike Pfalz Charleen Poindl Madalena Seidel Anabel Seyrer Lena Spagert Hanna Weichenhain Zoe Wintgen Theresa Zielinski |
| Trainer         | Christoph Höhenleitner |
| Vorrunde        | Frankreich 4:0 Schweiz 1:2 |
| Halbfinale      | Schweden 1:6 |
| Spiel um Bronze | Schweiz 3:1 |
| Rang            | Bronze |

### Eiskunstlauf
| Athleten                       | Wettbewerb | Kurzprogramm/-tanz | Kurzprogramm/-tanz | Kür/Kürtanz | Kür/Kürtanz | Gesamt | Gesamt |
| Athleten                       | Wettbewerb | Punkte             | Rang               | Punkte      | Rang        | Punkte | Rang   |
| ------------------------------ | ---------- | ------------------ | ------------------ | ----------- | ----------- | ------ | ------ |
| Mixed                          |            |                    |                    |             |             |        |        |
| Davide Calderani Mia Lee Mayer | Eistanz    | 50,57              | 8                  | 74,87       | 8           | 125,44 | 8      |

### Eisschnelllauf
| Athleten       | Wettbewerb | Zeit        | Rang |
| -------------- | ---------- | ----------- | ---- |
| Frauen         |            |             |      |
| Paula Albrecht | 500 m      | 42,07 s     | 16   |
| Paula Albrecht | 1500 m     | 2:12,13 min | 15   |
| Mia Meinig     | 500 m      | 43,52 s     | 27   |
| Mia Meinig     | 1500 m     | 2:15,89 min | 21   |
| Männer         |            |             |      |
| Leo Huber      | 500 m      | 39,77 s     | 22   |
| Leo Huber      | 1500 m     | 2:02,30 min | 20   |
| Finn Sonnekalb | 500 m      | 36,61 s     | Gold |
| Finn Sonnekalb | 1500 m     | 1:50,53 min | Gold |

| Athleten                      | Wettbewerb  | Halbfinale  | Halbfinale | Finale        | Finale        | Rang |
| Athleten                      | Wettbewerb  | Zeit        | Rang       | Zeit          | Rang          | Rang |
| ----------------------------- | ----------- | ----------- | ---------- | ------------- | ------------- | ---- |
| Frauen                        |             |             |            |               |               |      |
| Paula Albrecht                | Massenstart | 6:28,86 min | 14         | ausgeschieden | ausgeschieden | 30   |
| Mia Meinig                    | Massenstart | 6:02,23 min | 12         | ausgeschieden | ausgeschieden | 21   |
| Männer                        |             |             |            |               |               |      |
| Leo Huber                     | Massenstart | 6:21,82 min | 7          | 5:47,51 min   | 7             | 7    |
| Finn Sonnekalb                | Massenstart | 5:29,67 min | 1          | 5:30,07 min   | 1             | Gold |
| Mixed                         |             |             |            |               |               |      |
| Finn Sonnekalb Paula Albrecht | Staffel     | DSQ         | DSQ        | ausgeschieden | ausgeschieden | DSQ  |

### Freestyle-Skiing
| Athleten           | Wettbewerb | Qualifikation | Qualifikation | Finale        | Finale        | Rang   |
| Athleten           | Wettbewerb | Punkte        | Rang          | Punkte        | Rang          | Rang   |
| ------------------ | ---------- | ------------- | ------------- | ------------- | ------------- | ------ |
| Frauen             |            |               |               |               |               |        |
| Muriel Mohr        | Slopestyle | 86,75         | 2             | 78,75         | 3             | Bronze |
| Muriel Mohr        | Big Air    | 74,75         | 4             | 166,00        | 3             | Bronze |
| Männer             |            |               |               |               |               |        |
| Hannes Baumhöfener | Slopestyle | 23,75         | 22            | ausgeschieden | ausgeschieden | 22     |
| Hannes Baumhöfener | Big Air    | 77,00         | 9             | 120,25        | 7             | 7      |

| Athleten                   | Wettbewerbe         | Vorrunde | Viertelfinale | Halbfinale    | Finale/Kleines Finale | Rang |
| Athleten                   | Wettbewerbe         | Rang     | Rang          | Rang          | Rang                  | Rang |
| -------------------------- | ------------------- | -------- | ------------- | ------------- | --------------------- | ---- |
| Frauen                     |                     |          |               |               |                       |      |
| Romy Bovelet               | Skicross            | 6        | —             | ausgeschieden | ausgeschieden         | 12   |
| Männer                     |                     |          |               |               |                       |      |
| Niklas Höller              | Skicross            | 1        | —             | 1             | Finale: 1             | Gold |
| Maximilian Öller           | Skicross            | 7        | —             | ausgeschieden | ausgeschieden         | 14   |
| Mixed                      |                     |          |               |               |                       |      |
| Niklas Höller Romy Bovelet | Mixed-Team Skicross | Freilos  | 1             | 1             | Finale: 4             | 4    |

| Athleten        | Wettbewerb  | Gruppenphase | Gruppenphase | Halbfinale    | Halbfinale    | Halbfinale    | Finale/Kleines Finale | Finale/Kleines Finale | Finale/Kleines Finale | Rang |
| Athleten        | Wettbewerb  | Punkte       | Rang         | Gegner        | Punkte        | Rang          | Gegner                | Punkte                | Rang                  | Rang |
| --------------- | ----------- | ------------ | ------------ | ------------- | ------------- | ------------- | --------------------- | --------------------- | --------------------- | ---- |
| Frauen          |             |              |              |               |               |               |                       |                       |                       |      |
| Laura Eckle     | Dual Moguls | 10           | 9            | ausgeschieden | ausgeschieden | ausgeschieden | ausgeschieden         | ausgeschieden         | ausgeschieden         | 9    |
| Katharina Michl | Dual Moguls | 8            | 17           | ausgeschieden | ausgeschieden | ausgeschieden | ausgeschieden         | ausgeschieden         | ausgeschieden         | 17   |

### Nordische Kombination
| Athleten                                                                | Wettbewerb                                | Skispringen                   | Skispringen | Skispringen | Langlauf    | Langlauf | Rang   |
| Athleten                                                                | Wettbewerb                                | Weite                         | Punkte      | Rang        | Zeit        | Rang     | Rang   |
| ----------------------------------------------------------------------- | ----------------------------------------- | ----------------------------- | ----------- | ----------- | ----------- | -------- | ------ |
| Frauen                                                                  |                                           |                               |             |             |             |          |        |
| Sofia Eggensberger                                                      | Gundersen Normalschanze / 4 km            | 89,0 m                        | 90,0        | 14          | 13:46,9 min | 14       | 14     |
| Mara-Jolie Schlossarek                                                  | Gundersen Normalschanze / 4 km            | 84,0 m                        | 77,5        | 17          | 14:44,2 min | 18       | 18     |
| Männer                                                                  |                                           |                               |             |             |             |          |        |
| Jonathan Gräbert                                                        | Gundersen Normalschanze / 6 km            | 102,0 m                       | 126,8       | 7           | 14:08,2 min | 3        | Bronze |
| Johann Unger                                                            | Gundersen Normalschanze / 6 km            | 106,0 m                       | 131,9       | 5           | 14:23,2 min | 5        | 5      |
| Mixed                                                                   |                                           |                               |             |             |             |          |        |
| Mara-Jolie Schlossarek Johann Unger Jonathan Gräbert Sofia Eggensberger | Team Gundersen Normalschanze / 4 × 3,3 km | 81,0 m 102,0 m 106,5 m 83,0 m | 403,2       | 5           | 36:00,4 min | 8        | 8      |

### Rennrodeln
| Athleten                                                         | Wettbewerb   | Lauf 1   | Lauf 1 | Lauf 2   | Lauf 2 | Gesamt       | Gesamt |
| Athleten                                                         | Wettbewerb   | Zeit     | Rang   | Zeit     | Rang   | Zeit         | Rang   |
| ---------------------------------------------------------------- | ------------ | -------- | ------ | -------- | ------ | ------------ | ------ |
| Frauen                                                           |              |          |        |          |        |              |        |
| Antonia Pietschmann                                              | Einsitzer    | 47,985 s | 1      | 47,789 s | 1      | 1:35,774 min | Gold   |
| Melina Hänsch                                                    | Einsitzer    | 48,356 s | 4      | 48,691 s | 7      | 1:37,047 min | 4      |
| Lilly Bierast Leandra Claus                                      | Doppelsitzer | 49,933 s | 7      | 50,769 s | 7      | 1:40,702 min | 7      |
| Sahra Pflaume Lina Peterseim                                     | Doppelsitzer | 48,802 s | 4      | 49,616 s | 6      | 1:38,418 min | 4      |
| Männer                                                           |              |          |        |          |        |              |        |
| Silas Sartor                                                     | Einsitzer    | 47,486 s | 10     | 47,378 s | 10     | 1:34,864 min | 9      |
| Hannes Röder                                                     | Einsitzer    | 49,402 s | 21     | 46,956 s | 6      | 1:36,358 min | 16     |
| Silas Sartor Liron Raimer                                        | Doppelsitzer | 47,945 s | 5      | 49,110 s | 6      | 1:37,055 min | 5      |
| Louis Grünbeck Maximilian Kührt                                  | Doppelsitzer | 47,428 s | 3      | 47,648 s | 3      | 1:35,076 min | Bronze |
| Mixed                                                            |              |          |        |          |        |              |        |
| Louis Grünbeck Maximilian Kuhrt Antonia Pietschmann Silas Sartor | Teamstaffel  | —        | —      | —        | —      | DNF          | DNF    |

### Shorttrack
| Athleten              | Wettbewerb | Vorläufe     | Vorläufe | Viertelfinale | Viertelfinale | Halbfinale    | Halbfinale    | Finale A/B             | Finale A/B    | Rang |
| Athleten              | Wettbewerb | Zeit         | Rang     | Zeit          | Rang          | Zeit          | Rang          | Zeit                   | Rang          | Rang |
| --------------------- | ---------- | ------------ | -------- | ------------- | ------------- | ------------- | ------------- | ---------------------- | ------------- | ---- |
| Frauen                |            |              |          |               |               |               |               |                        |               |      |
| Paula Trozewski-Kuhnt | 500 m      | 45,590 s     | 2        | 46,028 s      | 4             | ausgeschieden | ausgeschieden | ausgeschieden          | ausgeschieden | 15   |
| Paula Trozewski-Kuhnt | 1000 m     | 1:36,323 min | 2        | 1:33,491 min  | 3             | 1:32,641 min  | 3             | B-Finale: 1:33,378 min | 4             | 9    |
| Paula Trozewski-Kuhnt | 1500 m     | —            | —        | 2:38,374 min  | 1             | 2:27,391 min  | 3             | B-Finale: 2:44,645 min | 2             | 9    |
| Männer                |            |              |          |               |               |               |               |                        |               |      |
| Moritz Hartmann       | 500 m      | 43,758 s     | 4        | ausgeschieden | ausgeschieden | ausgeschieden | ausgeschieden | ausgeschieden          | ausgeschieden | 28   |
| Moritz Hartmann       | 1000 m     | 1:31,017 min | 3        | ausgeschieden | ausgeschieden | ausgeschieden | ausgeschieden | ausgeschieden          | ausgeschieden | 22   |
| Moritz Hartmann       | 1500 m     | —            | —        | PEN           | PEN           | ausgeschieden | ausgeschieden | ausgeschieden          | ausgeschieden | PEN  |

### Skeleton
| Athleten          | Lauf 1  | Lauf 1 | Lauf 2  | Lauf 2 | Gesamt      | Gesamt |
| Athleten          | Zeit    | Rang   | Zeit    | Rang   | Zeit        | Rang   |
| ----------------- | ------- | ------ | ------- | ------ | ----------- | ------ |
| Frauen            |         |        |         |        |             |        |
| Maria Votz        | 54,72 s | 2      | 54,73 s | 3      | 1:49,45 min | Gold   |
| Marie Angerer     | 55,34 s | 5      | 56,45 s | 13     | 1:51,79 min | 9      |
| Männer            |         |        |         |        |             |        |
| Emil Schäfer      | 53,05 s | 4      | 54,02 s | 7      | 1:47,07 min | 5      |
| Vinzenz Rosenberg | 54,16 s | 8      | 53,59 s | 6      | 1:47,75 min | 7      |

### Ski Alpin
| Athleten             | Wettbewerb         | Lauf 1  | Lauf 1 | Lauf 2  | Lauf 2 | Gesamt      | Gesamt |
| Athleten             | Wettbewerb         | Zeit    | Rang   | Zeit    | Rang   | Zeit        | Rang   |
| -------------------- | ------------------ | ------- | ------ | ------- | ------ | ----------- | ------ |
| Frauen               |                    |         |        |         |        |             |        |
| Romy Ertl            | Super-G            | —       | —      | —       | —      | 54,89 s     | 13     |
| Romy Ertl            | Alpine Kombination | 56,85 s | 8      | 51,97 s | 5      | 1:48,82 min | Bronze |
| Romy Ertl            | Riesenslalom       | 48,99 s | 4      | 53,86 s | 9      | 1:42,85 min | 8      |
| Romy Ertl            | Slalom             | 50,46 s | 5      | DNF     | DNF    | DNF         | DNF    |
| Charlotte Grandinger | Super-G            | —       | —      | —       | —      | DNF         | DNF    |
| Charlotte Grandinger | Alpine Kombination | DNF     | DNF    | DNF     | DNF    | DNF         | DNF    |
| Charlotte Grandinger | Riesenslalom       | DNF     | DNF    | DNF     | DNF    | DNF         | DNF    |
| Charlotte Grandinger | Slalom             | 50,14 s | 4      | 47,94 s | 1      | 1:38,08 min | Silber |
| Antonia Reischl      | Super-G            | —       | —      | —       | —      | 54,51 s     | 11     |
| Antonia Reischl      | Alpine Kombination | 56,84 s | 7      | 53,13 s | 12     | 1:49,97 min | 7      |
| Antonia Reischl      | Riesenslalom       | DNF     | DNF    | DNF     | DNF    | DNF         | DNF    |
| Antonia Reischl      | Slalom             | 51,90 s | 15     | 50,09 s | 18     | 1:41,99 min | 16     |
| Männer               |                    |         |        |         |        |             |        |
| Benno Brandis        | Super-G            | —       | —      | —       | —      | 54,42 s     | Gold   |
| Benno Brandis        | Alpine Kombination | 54,47 s | 3      | DNF     | DNF    | DNF         | DNF    |
| Benno Brandis        | Riesenslalom       | 50,02 s | 10     | DNF     | DNF    | DNF         | DNF    |
| Benno Brandis        | Slalom             | DNF     | DNF    | DNF     | DNF    | DNF         | DNF    |
| Lars Horvath         | Super-G            | —       | —      | —       | —      | 56,03 s     | 23     |
| Lars Horvath         | Alpine Kombination | 55,95 s | 21     | 54,95 s | 4      | 1:50,90     | 10     |
| Lars Horvath         | Riesenslalom       | 50,97 s | 20     | 46,70 s | 16     | 1:37,67 min | 16     |
| Lars Horvath         | Slalom             | 48,26 s | 11     | DSQ     | DSQ    | DSQ         | DSQ    |
| Leo Scherer          | Super-G            | —       | —      | —       | —      | 55,36 s     | 14     |
| Leo Scherer          | Alpine Kombination | 54,82 s | 8      | 56,10 s | 15     | 1:51,02 min | 11     |
| Leo Scherer          | Riesenslalom       | 50,22 s | 11     | 45,72 s | 3      | 1:35,94 min | 4      |
| Leo Scherer          | Slalom             | 47,59 s | 7      | 52,72 s | 7      | 1:40,31 min | 6      |

| Athleten              | Wettbewerbe | Achtelfinale | Achtelfinale | Viertelfinale | Viertelfinale | Halbfinale    | Halbfinale    | Finale        | Finale        | Rang |
| Athleten              | Wettbewerbe | Gegner       | Punkte       | Gegner        | Punkte        | Gegner        | Punkte        | Gegner        | Punkte        | Rang |
| --------------------- | ----------- | ------------ | ------------ | ------------- | ------------- | ------------- | ------------- | ------------- | ------------- | ---- |
| Mixed                 |             |              |              |               |               |               |               |               |               |      |
| Romy Ertl Leo Scherer | Mannschaft  | POL          | 2:2 1        | AUT           | 1:3           | ausgeschieden | ausgeschieden | ausgeschieden | ausgeschieden | 8    |

### Skilanglauf
| Athleten                                              | Wettbewerbe      | Zeit        | Rang   |
| ----------------------------------------------------- | ---------------- | ----------- | ------ |
| Frauen                                                |                  |             |        |
| Lena Einsiedler                                       | 7,5 km klassisch | 23:21,3 min | 15     |
| Sarah Hofmann                                         | 7,5 km klassisch | 22:44,4 min | 05     |
| Hannah Lorenz                                         | 7,5 km klassisch | 23:14,3 min | 12     |
| Männer                                                |                  |             |        |
| Jakob Moch                                            | 7,5 km klassisch | 19:47,2 min | Gold   |
| Jonas Müller                                          | 7,5 km klassisch | 19:52,6 min | Silber |
| Milan Neukirchner                                     | 7,5 km klassisch | 20:47,1 min | 17     |
| Mixed                                                 |                  |             |        |
| Sarah Hofmann Jonas Müller Lena Einsiedler Jakob Moch | 4 × 5 km Staffel | 53:07,3 min | Gold   |

| Athleten          | Wettbewerbe     | Qualifikation | Qualifikation | Viertelfinale | Viertelfinale | Halbfinale    | Halbfinale    | Finale        | Finale        | Rang   |
| Athleten          | Wettbewerbe     | Zeit          | Rang          | Zeit          | Rang          | Zeit          | Rang          | Zeit          | Rang          | Rang   |
| ----------------- | --------------- | ------------- | ------------- | ------------- | ------------- | ------------- | ------------- | ------------- | ------------- | ------ |
| Frauen            |                 |               |               |               |               |               |               |               |               |        |
| Lena Einsiedler   | Sprint Freistil | 3:32,16 min   | 04            | 3:40,48 min   | 2             | 3:39,54 min   | 4             | ausgeschieden | ausgeschieden | 08     |
| Sarah Hofmann     | Sprint Freistil | 3:38,42 min   | 12            | 3:37,36 min   | 2             | 3:37,85 min   | 4             | 3:41,52 min   | 4             | 04     |
| Hannah Lorenz     | Sprint Freistil | 3:49,64 min   | 30            | 3:50,83 min   | 6             | ausgeschieden | ausgeschieden | ausgeschieden | ausgeschieden | 30     |
| Männer            |                 |               |               |               |               |               |               |               |               |        |
| Jakob Moch        | Sprint Freistil | 3:05,23 min   | 04            | 3:08,46 min   | 1             | 3:10,63 min   | 2             | 3:16,60 min   | 2             | Silber |
| Jonas Müller      | Sprint Freistil | 3:09,44 min   | 17            | 3:09,61 min   | 3             | ausgeschieden | ausgeschieden | ausgeschieden | ausgeschieden | 15     |
| Milan Neukirchner | Sprint Freistil | 3:08,59 min   | 12            | 3:04,40 min   | 1             | 3:09,57 min   | 1             | 3:18,99 min   | 4             | 04     |

### Skispringen
| Athleten                                                       | Wettbewerb               | 1. Durchgang                 | 1. Durchgang | 1. Durchgang | 2. Durchgang                | 2. Durchgang | 2. Durchgang | Gesamt | Gesamt |
| Athleten                                                       | Wettbewerb               | Weite                        | Punkte       | Rang         | Weite                       | Punkte       | Rang         | Punkte | Rang   |
| -------------------------------------------------------------- | ------------------------ | ---------------------------- | ------------ | ------------ | --------------------------- | ------------ | ------------ | ------ | ------ |
| Frauen                                                         |                          |                              |              |              |                             |              |              |        |        |
| Kim Amy Duschek                                                | Normalschanze            | 88,5 m                       | 72,8         | 13           | 80,5 m                      | 55,8         | 19           | 128,6  | 15     |
| Anna-Fay Scharfenberg                                          | Normalschanze            | 90,5 m                       | 80,5         | 10           | 97,5 m                      | 92,4         | 8            | 173,2  | 9      |
| Männer                                                         |                          |                              |              |              |                             |              |              |        |        |
| Alex Reiter                                                    | Normalschanze            | 96,5 m                       | 94,1         | 11           | 99,0 m                      | 98,4         | 9            | 197,9  | 10     |
| Max Unglaube                                                   | Normalschanze            | 98,5 m                       | 97,1         | 10           | 101,0 m                     | 100,8        | 7            | 192,5  | 9      |
| Mixed                                                          |                          |                              |              |              |                             |              |              |        |        |
| Anna-Fay Scharfenberg Max Unglaube Kim Amy Duschek Alex Reiter | Normalschanze Mannschaft | 96,5 m 107,0 m 76,0 m 98,0 m | 368,9        | 4            | 92,0 m 98,5 m 78,0 m 98,5 m | 364,7        | 4            | 733,6  | 4      |

### Snowboard
| Athleten     | Wettbewerb | Qualifikation | Qualifikation | Finale | Finale | Rang |
| Athleten     | Wettbewerb | Punkte        | Rang          | Punkte | Rang   | Rang |
| ------------ | ---------- | ------------- | ------------- | ------ | ------ | ---- |
| Frauen       |            |               |               |        |        |      |
| Kona Ettel   | Halfpipe   | 68,00         | 6             | 69,75  | 5      | 5    |
| Anne Hedrich | Halfpipe   | 77,75         | 3             | 68,25  | 6      | 6    |

| Athleten                      | Wettbewerbe               | Vorrunde | Viertelfinale | Halbfinale    | Finale/Kleines Finale | Rang |
| Athleten                      | Wettbewerbe               | Rang     | Rang          | Rang          | Rang                  | Rang |
| ----------------------------- | ------------------------- | -------- | ------------- | ------------- | --------------------- | ---- |
| Frauen                        |                           |          |               |               |                       |      |
| Rosalie Bauer                 | Snowboardcross            | 6        | —             | ausgeschieden | ausgeschieden         | 12   |
| Männer                        |                           |          |               |               |                       |      |
| Kenta Kirchwehm               | Snowboardcross            | 4        | —             | 3             | Kleines Finale: 4     | 8    |
| Felix Schwenkel               | Snowboardcross            | 5        | —             | ausgeschieden | ausgeschieden         | 10   |
| Mixed                         |                           |          |               |               |                       |      |
| Kenta Kirchwehm Rosalie Bauer | Mixed-Team Snowboardcross | 2        | DNF           | ausgeschieden | ausgeschieden         | 15   |